# Saint-Martin-de-Laye
Saint-Martin-de-Laye é uma comuna francesa na região administrativa da Nova Aquitânia, no departamento da Gironda. Estende-se por uma área de 9,45 km². Em 2010 a comuna tinha 549 habitantes (densidade: 58,1 hab./km²).